# Harry Källström

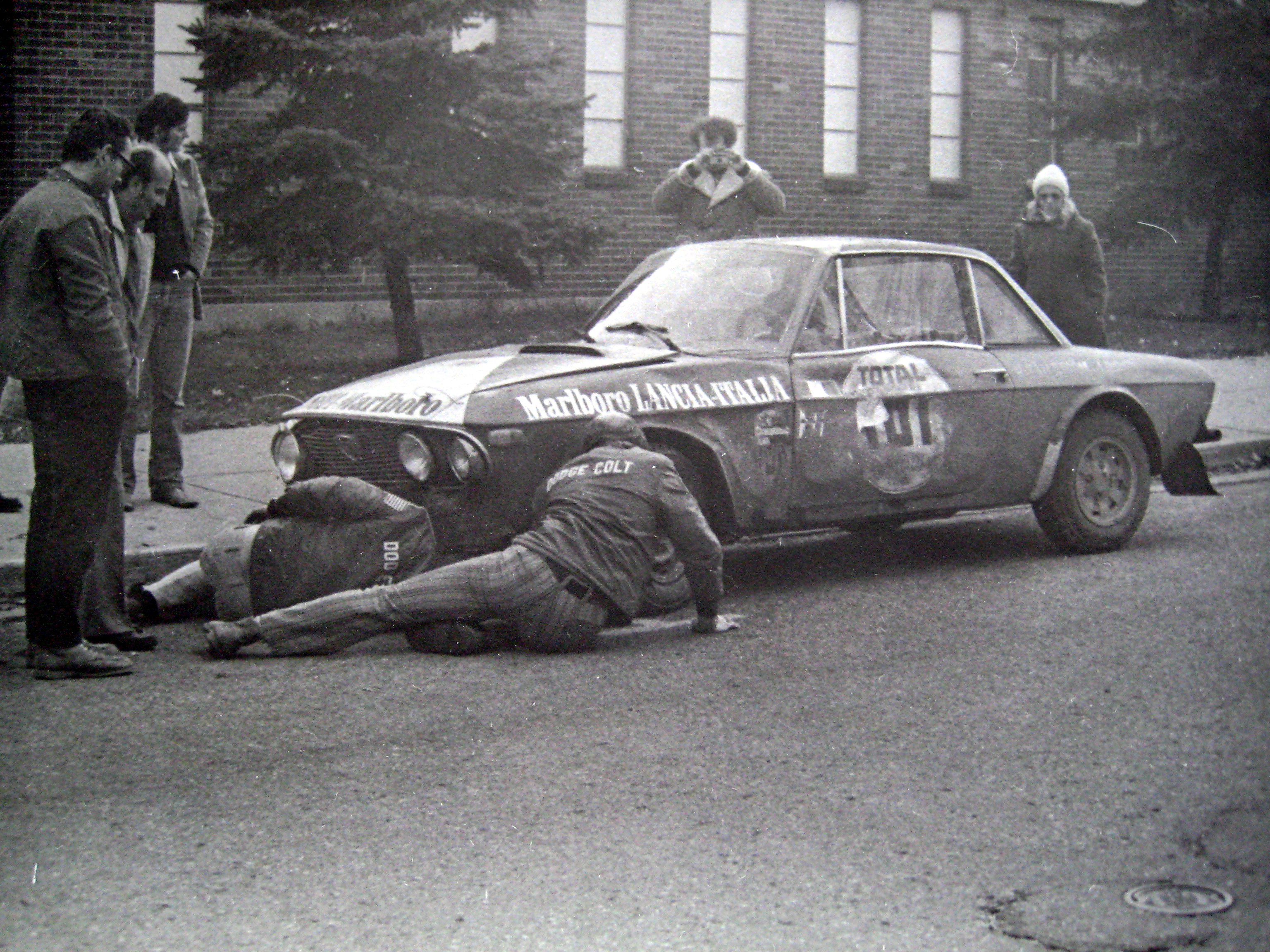
Källströms Lancia Fulvia 1.6 Coupé HF under 1972 års Press-on-Regardless-rally.

Harry "Sputnik" Källström, född 30 juni 1939 i Södertälje, död 13 juli 2009 i Strömsund, var en svensk rallyförare.
Harry Källström började tävla redan som 18-åring 1957. Karriären gick i "raketfart", och han döptes snabbt av media efter den då så omtalade sovjetiska satelliten Sputnik.  
Han körde under sin karriär VW, Cooper, Lancia och Datsun. Bland hans meriter är fyra SM-titlar, den första 1959, han vann RAC-rallyt 1969 och 1970 samt Akropolisrallyt 1976, och blev Europamästare 1969. 
Han var aktiv tävlingsförare ända in på 1980-talet.
Harry Källström innehade Svenska Bilsportförbundets utmärkelse "Stor grabb", nummer 15.
Han bodde sedan mitten av 1970-talet i Södra Öhn nära Strömsund, och var gift med sångerskan och skådespelerskan Sonja Lindgren.